# Parco eolico di Casoni di Romagna
Il parco eolico di Casoni di Romagna è un impianto di produzione di energia da fonte eolica situato nell'omonima frazione del territorio comunale di Monterenzio e Castel del Rio, nella città metropolitana di Bologna.

## Storia
Il progetto definitivo dell'opera è stato presentato nell'ottobre 2005 da AGSM Verona e approvato definitivamente dalla giunta dell'allora provincia di Bologna nel marzo 2007, in conformità con la pianificazione energetica regionale e provinciale e la pianificazione territoriale provinciale (PTCP) del 2004. La posa della prima pala è avvenuta il 21 ottobre 2008, mentre l'inaugurazione ufficiale è avvenuta il 22 aprile dell'anno seguente. L'opera è stata realizzata dall'azienda Repower.

## Caratteristiche
Il parco eolico è il più grande dell'Italia settentrionale ed è composto di 16 turbine Enercon E-53 prodotte dall'omonima azienda, 2 delle quali si trovano nel territorio di Castel del Rio, al confine con la Toscana, mentre le restanti 14 nel territorio di Monterenzio, in prossimità del piccolo agglomerato di Casoni di Romagna. Il parco si estende lungo il crinale del monte per circa 4 km, con una distanza tra le turbine di circa 200 m. 4 turbine si trovano nella parte sud, che si estende lungo il crinale affacciato sulla Valle dell'Idice.
Le turbine presentano un'altezza di 60 m ciascuna e un diametro del rotore di 53 m. Si tratta di aerogeneratori ad asse orizzontale con passo variabile e controllo di pitch, e con l'assenza del moltiplicatore di giri. La potenza di ciascuna turbina in piena capacità di funzionamento si attesta ad 800 kW, con una potenza totale di 12,8 MW.
Il parco è allacciato alla rete pubblica grazie a un cavidotto di oltre 6 km che scende, percorrendo tutto il crinale, verso la valle.

### Produzione energetica
L'impianto detiene una produzione annua di circa 25 000 000 kWh di energia sostenibile e rinnovabile, pari al consumo annuo di 25 000 persone. La produzione di energia elettrica del parco è sufficiente a colmare il 50% del fabbisogno energetico annuo delle due comunità montane.